# Norias de Hama
Las Norias de Hama (en árabe: نواعير حماة) son un complejo hidráulico en el río Orontes en la ciudad siria de Hama, del que se conservan diecisiete de las norias originales, en su mayoría sin usar. Fue propuesto como Patrimonio de la Humanidad en junio de 1999.
La ruedas de las norias son de hasta 20 metros de diámetro, y como en todos estos ingenios hidráulicos, se mueven por el impulso del agua canalizada del río hacia una esclusa, y que consigue que los grandes cangilones de madera sujetos a la rueda eleven el agua de la acequia y la descarguen en un canal artificial en la cumbre de la rotación de la noria. El agua es conducida por la inclinación geodésica a lo largo de una serie de acueductos para uso doméstico o agrícolas en Hama y su entorno, siguiendo un cuidadoso régimen de distribución.

## Galeria

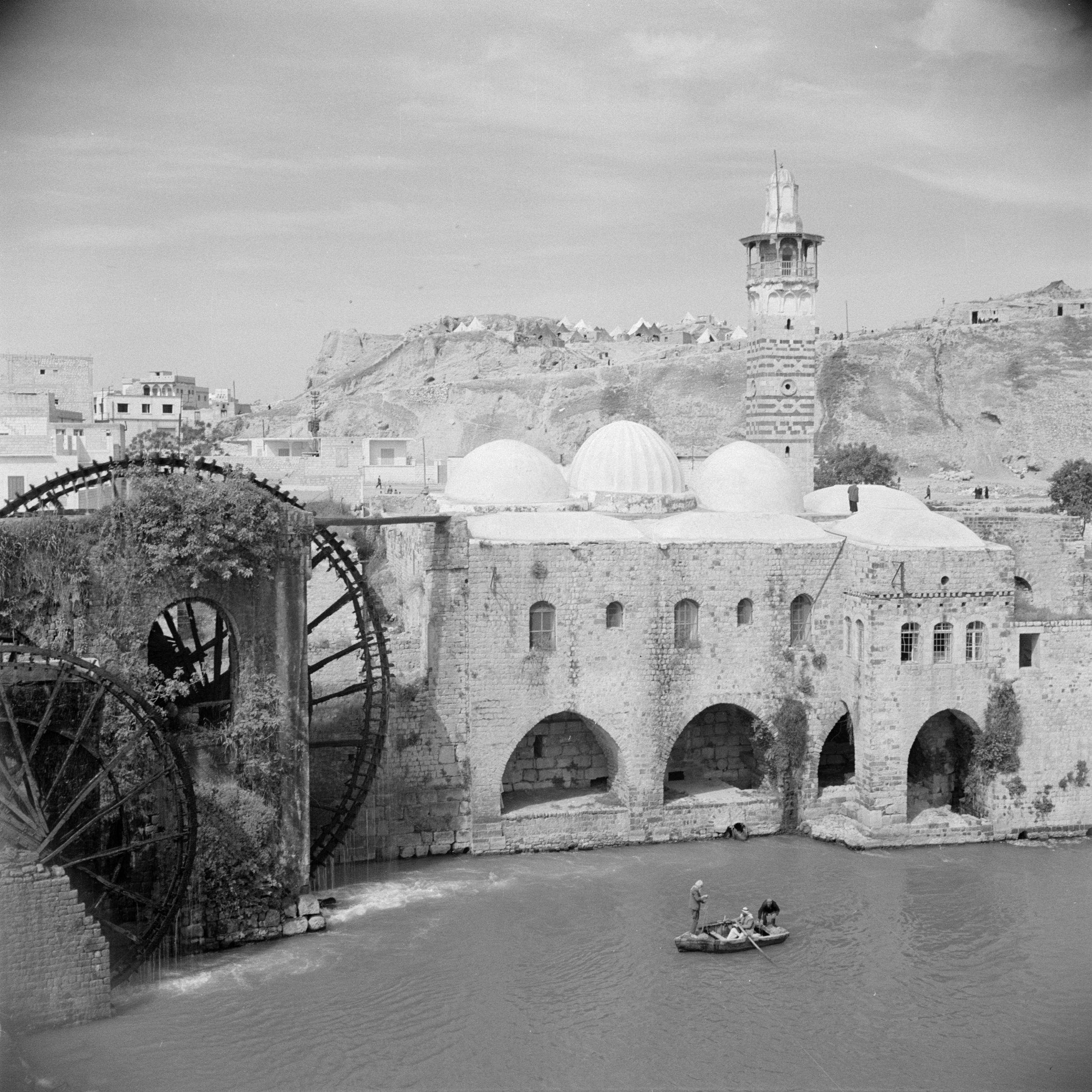
1950.
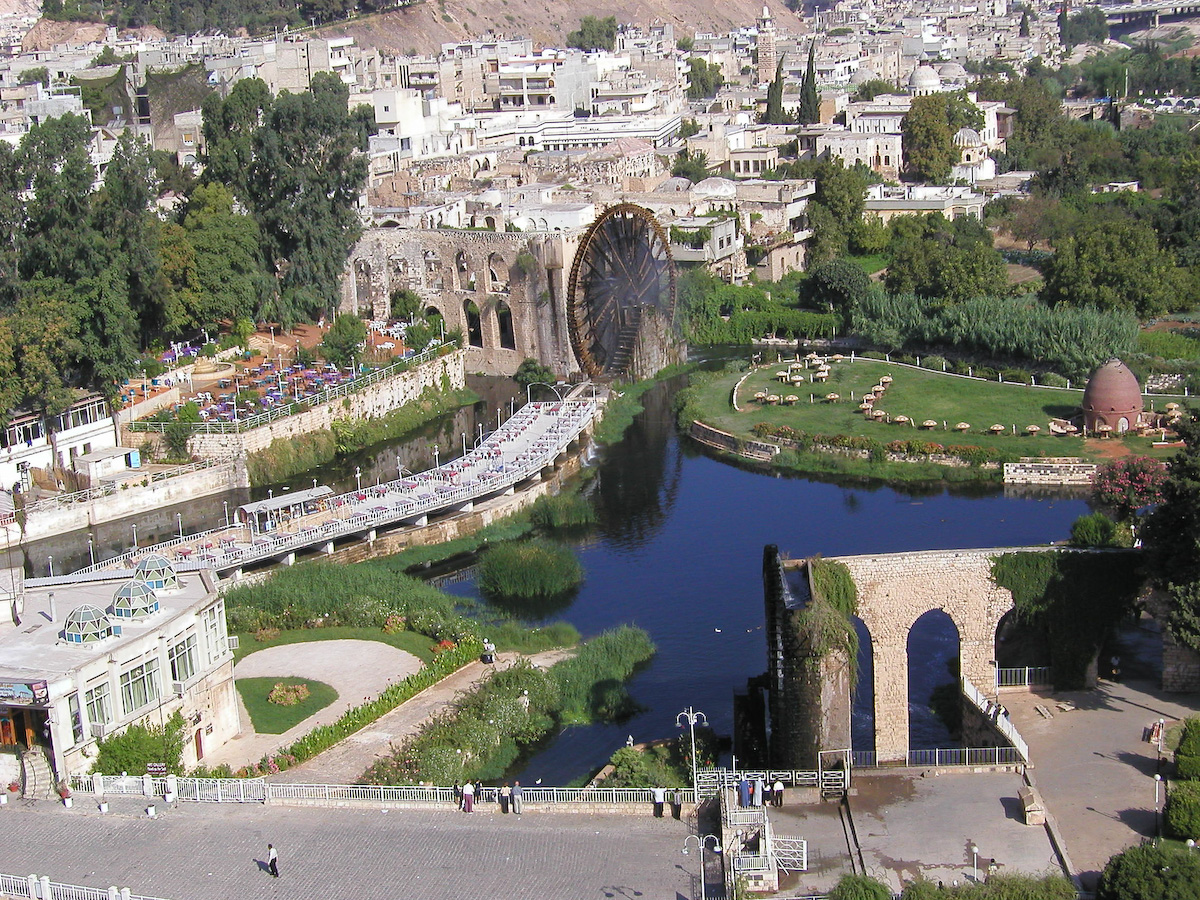
2002.
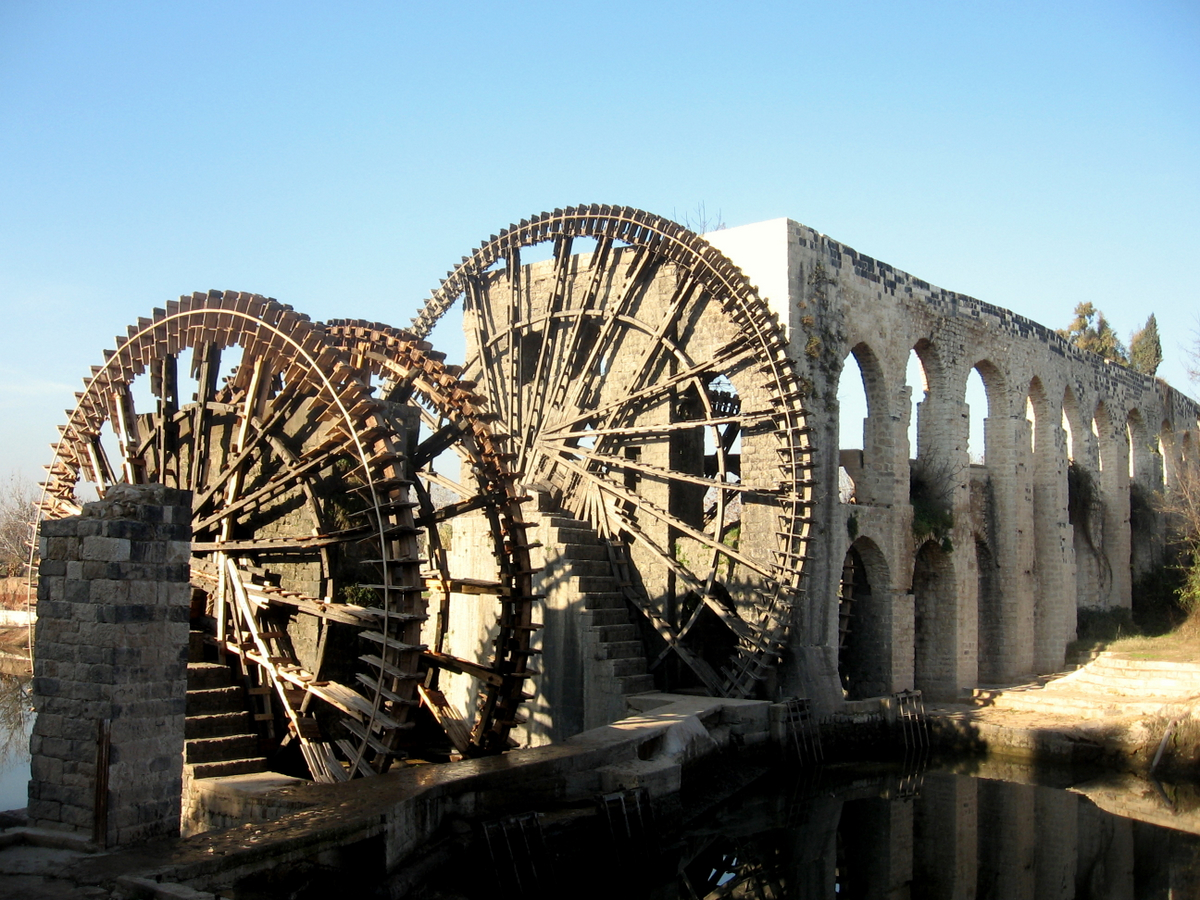
2007.
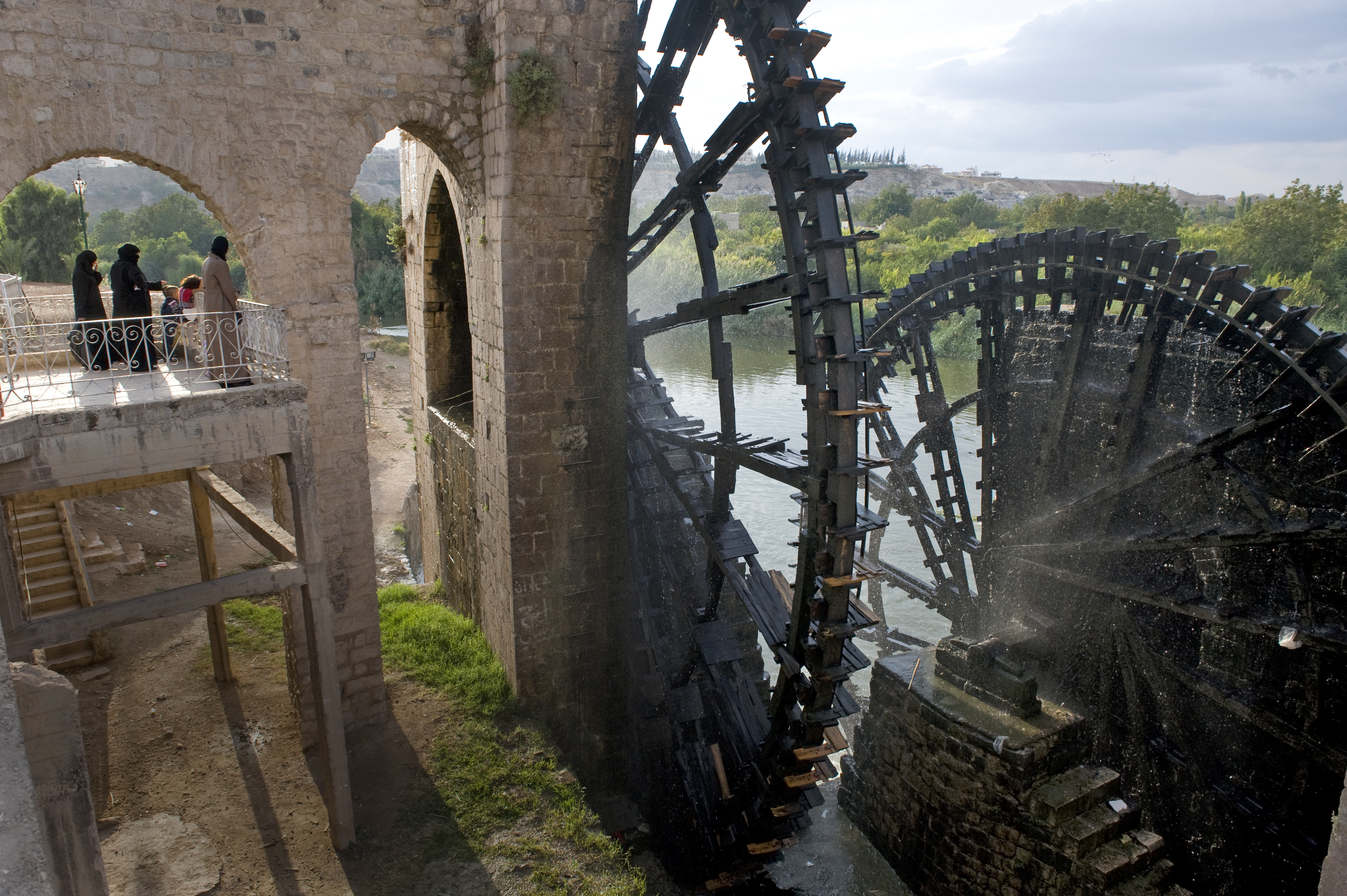
2008.
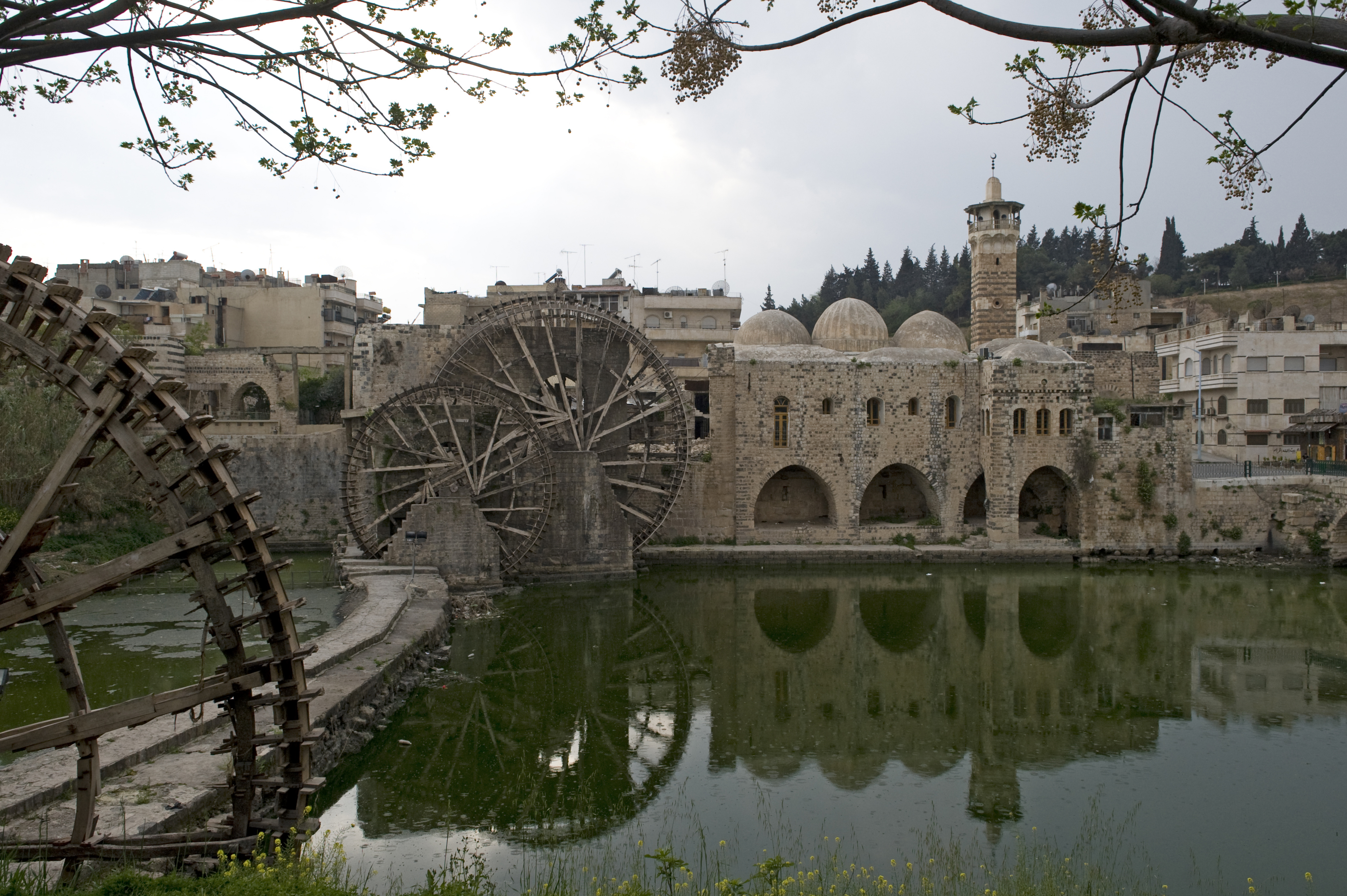
2009.